# Gatčina
Gatčina (rusky Га́тчина, ižorsky a finsky Hatsina; v letech 1923–1929 Trock (Троцк), 1929–1944 Krasnogvardějsk (Красногварде́йск)) je město v Leningradské oblasti v severozápadním Rusku. Leží asi 45 km jihozápadně od Petrohradu na silnici a železnici vedoucí do Pskova. Město je centrem Gatčinského rajónu a žije zde 87 626 obyvatel. Zdejší palácový komplex je zapsán na seznamu Světového dědictví UNESCO.

## Popis
Gatčina je jedním z předměstí Petrohradu a průmyslovým, vědeckým a odborným centrem Leningradského okresu. Jeho součástí je Stará Gatčina se starobylými uličkami. Světoznámou se Gatčina stala jako bývalé sídlo ruských carů, s unikátním souborem paláců a parků. Rozvoj Gatčiny ovlivnily dějiny a kultury různých národů světa, zejména zemí Evropy. Proto ve městě lze vidět zákoutí, připomínající Itálii, Francii, Anglii a Německo. Nejvýznamnější pro dějiny a umění je Velký palác, který slouží jako muzeum a galerie s bohatými sbírkamiy ruského, evropského a východního umění.
Obyvatelstvo města má velkou finskou diasporu. V ulicích Gatčiny jsou vedle pravoslavných chrámů také finské kostely.

## Historie
Historie Gatčiny byla značně ovlivněna skandinávskými sousedy. Odedávna v Gatčinské zemi klidně žily slovanské a ugrofinské kmeny. Nejstarší archeologické nálezy z tohoto území pocházejí ze 13. století. První písemný doklad o existenci osady je až z let 1499-1500, kdy se v novgorodské písařské knize zmiňuje „vesnice Chotčino nad Chotčinským jezerem“, která byla součástí Vodské Pjatiny Novgorodské země.
V době rusko-švédské války v letech 1610-1617 tuto oblast dobyla armáda žoldnéřů pod velením mladých švédských velitelů Everta Gorna a Jacoba Delagardieho. Švédský historik Johan Widekind o nich napsal: „...vojáci se za všechno odměňovali, dokonce i manželky a dcery rolníků jim byly plně k dispozici“. 
Válka skončila podepsáním Stolbovského míru, podle kterého Švédsko území vrátilo Rusku, ale v roce 1624 připadlo rodu Oxenstiernů a stalo se novou švédskou provincií Ingermanland. Značná část pravoslavného obyvatelstva odtud uprchla do Ruska, a tak švédská administrativa začala do vylidněných zemí přesídlovat finsky mluvící kmeny Aürämojsetů  a Savakotů. 

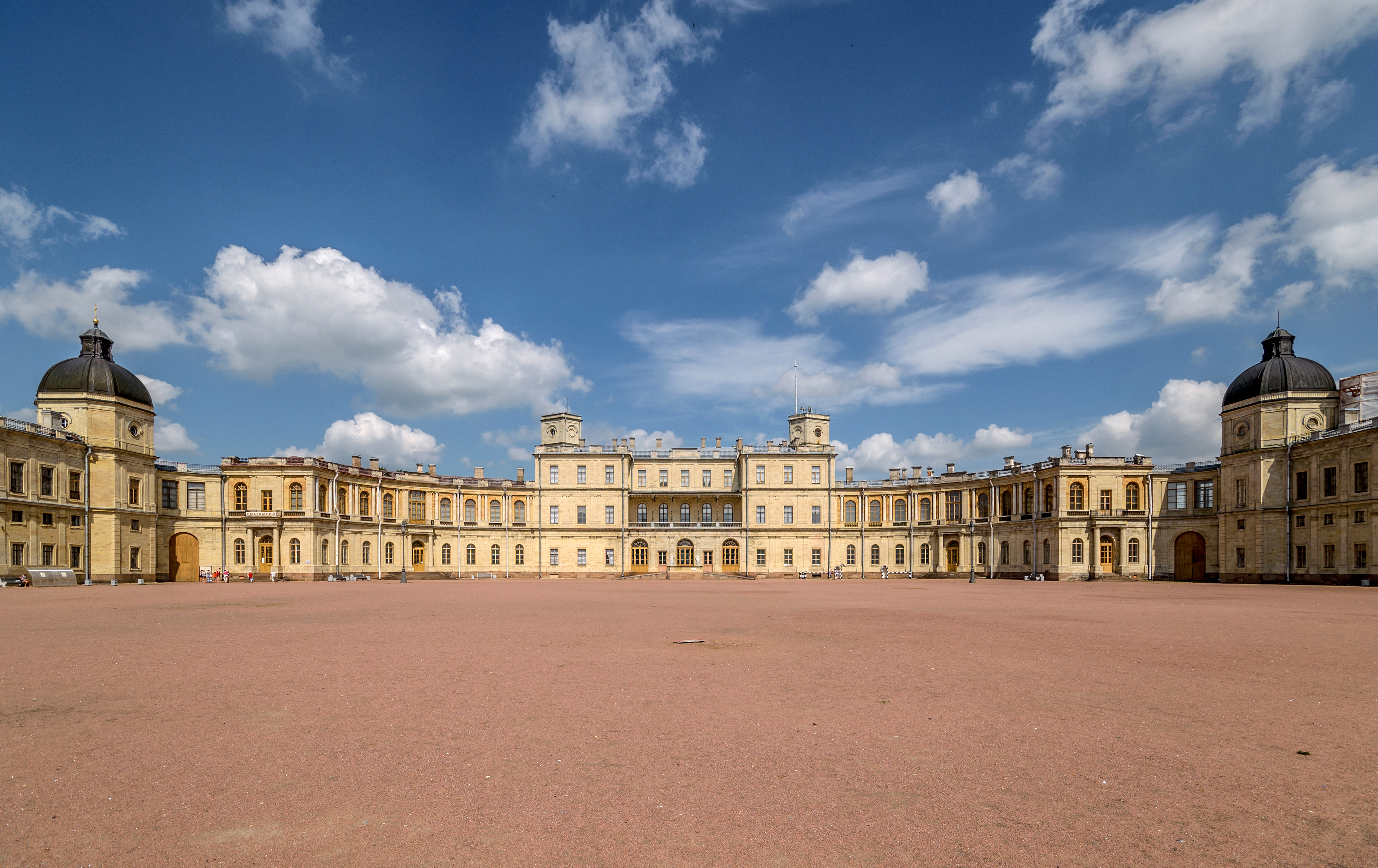
Velký Gatčinský palác, jižní průčelí

Po Severní válce z let 1700-1721 car Petr Veliký tyto země získal zpět za podmínek Nystadtské mírové smlouvy: Rusko zaplatilo Švédsku dva miliony tolarů (56 000 kg ryzího stříbra).

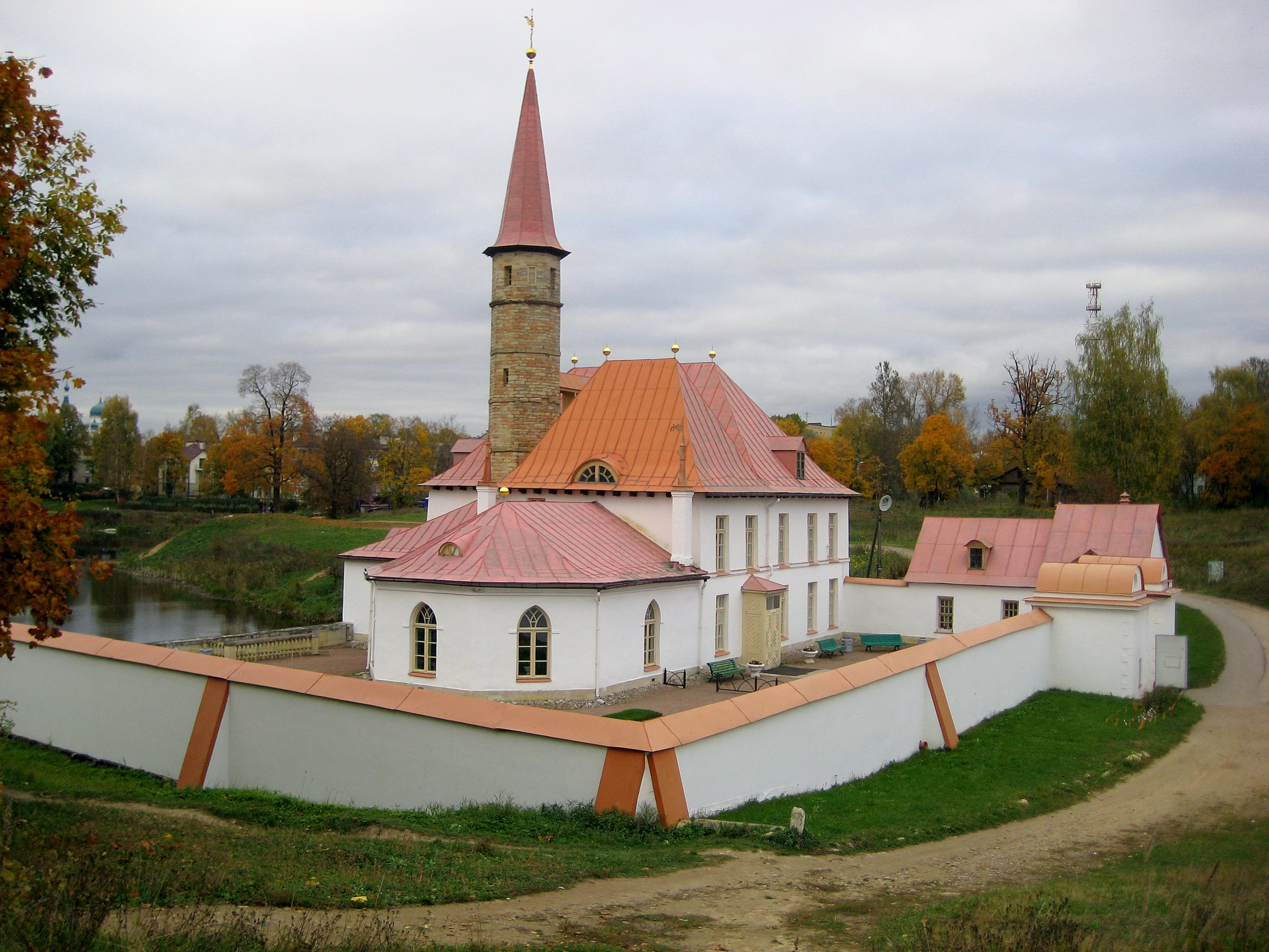
Velkopřevorský palác

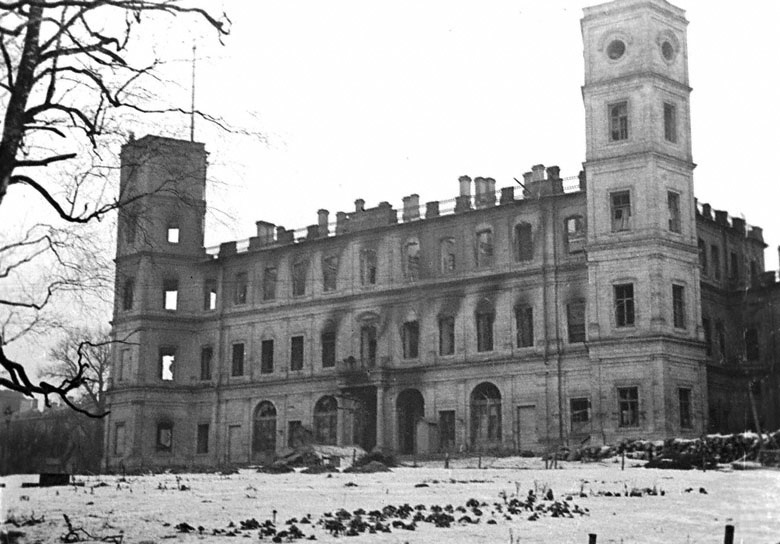
Velký Gatčinský palác po 2. světové válce

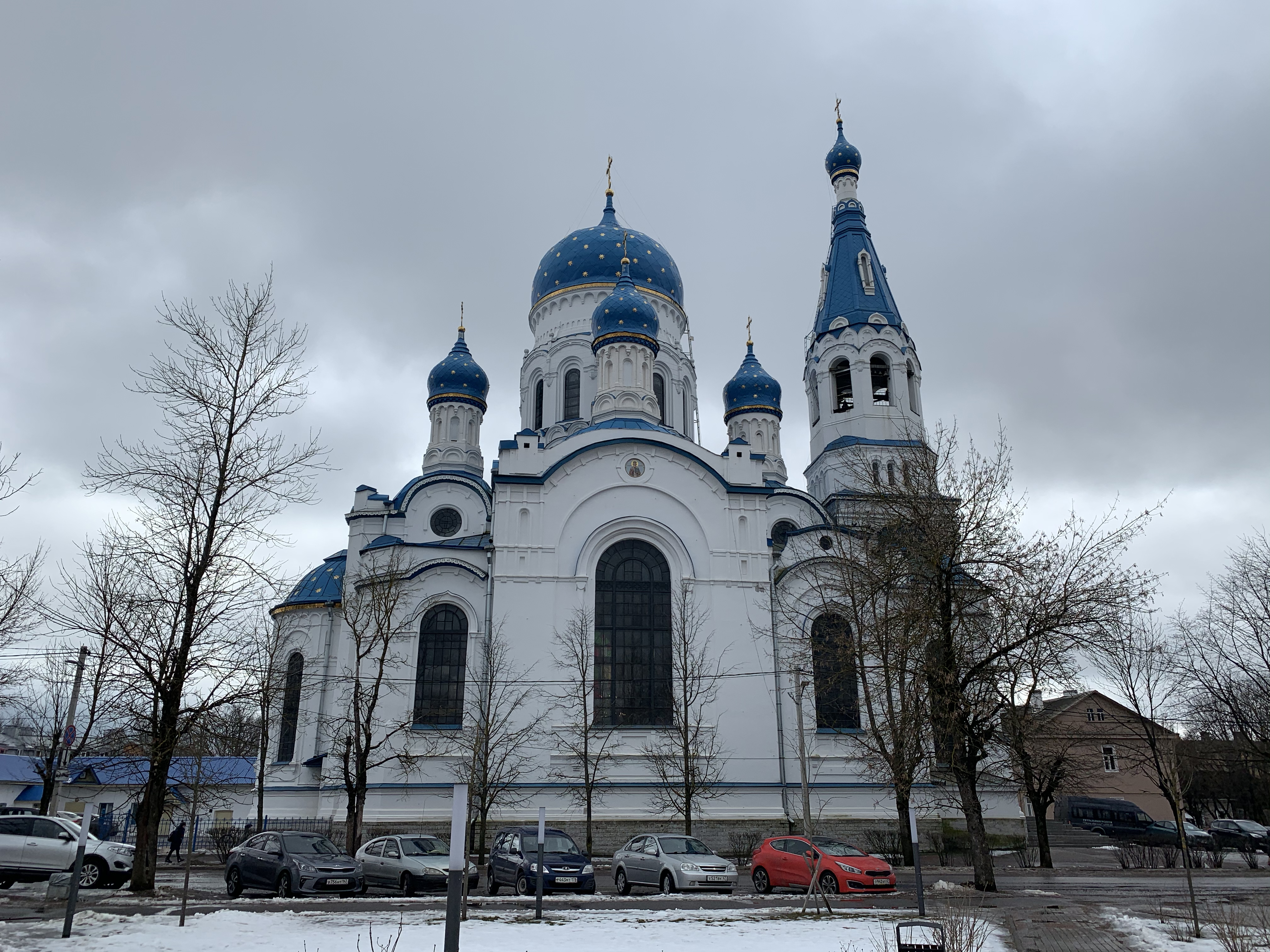
Pokrovský chrám

Výstavba paláce a parku začala za Kateřiny II. Veliké, která roku 1765 darovala Gatčinu i s okolím svému oblíbenci Grigoriji Orlovovi. Do roku 1788 zde vznikla rezidence o 600 pokojích, park o rozloze 7 km² a vítězný oblouk podle návrhu architekta Antonio Rinaldiho. Po Orlovově smrti darovala Kateřina Gatčinu svému synovi, budoucímu carovi Pavlovi I., který ji roku 1796 povýšil na město a oficiální císařskou rezidenci. Navazující městská čtvrť ve 20. století plochu rezidence zmenšila a sloužila jako aerodrom, nyní již zrušeného vojenského letiště.
Gatčinské paláce byly velmi těžce poškozeny (vypáleny a vyrabovány) ustupujícími nacistickými vojsky, která se zde usadila v letech 1941–1944. Opravy architektury začaly v 50. letech, ale trvají až do 21. století. Do rekonstruované galerie se postupně vrátily sbírky nábytku a  volného umění. 
Gatčina patří k předměstím Petrohradu, kde dodnes – na rozdíl mnoha ruských měst – mírně stoupá počet obyvatel.

## Památky
Palácový komplex tvoří: 
- Velký Gatčinský palác či palác Gatčina se zahradami a menažerií je trojkřídlá zámecká stavba s čestným dvorem, jádro velkolepého sídla ve stylu raného ruského klasicismu z let 1766–1781. Palác dala vystavět carevna Kateřina II. Veliká pro svého favorita Grigorije Orlova. Autorem projektu byl italský architekt Antonio Rinaldi.

- Velkopřevorský palác - po hraběti Orlovovi se stal majitelem Gatčiny budoucí car Pavel I., syn Kateřiny II., který byl zvolen velkopřevorem řádu maltézských rytířů v Rusku, a proto si dal v areálu přistavět druhý palác s kostelem.  Místo si oblíbil natolik, že někteří dějepisci Pavla I. označují za “gatčinského cara”. Palácový komplex poté jako své trvalé sídlo využívali také další ruští panovníci, např. Alexandr III., a další.

- Pomník cara Pavla I. s bronzovou sochou na podstavci pro Palácové náměstí vytvořil Ivan Petrovič Vitali roku 1851.[3]

Gatčinský palác se zahradami a menažerií, Velkopřevorský palác s parkem, pomník a centrum města Gatčina jsou od roku 1990 zapsány jako položka č. 540 historického souboru staveb Centrum Petrohradu a související skupiny památek na seznamu Světového dědictví UNESCO.
- Uspenský chrám (Nanebevzetí Bohorodičky)
- Rodinný dům - muzeum karikaturisty Pavla Jegoroviče Ščerbova

## Slavní rodáci a osobnosti
- Paul Friedrich von Benckendorff (1784–1841), v letech 1833-1841 guvernér Estonska
- Andrej Ivanovič Štakenšnejder (1802–1865), architekt
- Michail Ivanovič Čigorin (1850–1908), šachista
- Fjodor Alexandrovič Vasiljev (1850–1873), malíř
- Michail Michajlovič Ippolitov-Ivanov (1859–1935), hudební skladatel a dirigent
- Pavel Jegorovič Ščerbov (1866-1938), ruský malíř a karikaturista
- Svatý Agapit (1894-1936), ruský pravoslavný světec
- Alexandr Bublik (* 1997), ruský tenista, od roku 2017 hrající za Kazachstán

## Partnerská města
- Eskilstuna, Švédsko
- Espoo, Finsko
- Ettlingen, Německo
- Lexington, (Massachusetts) Spojené státy